# Love Will Find a Way
Love Will Find a Way ist ein Lied der britischen Progressive-Rock-Band Yes. Es erschien 1987 als Vorabsingle ihres zwölften Studioalbums Big Generator.

## Entstehung und Veröffentlichung
Yes-Gitarrist und -Sänger Trevor Rabin hatte das Lied ursprünglich für ein geplantes Soloalbum von Fleetwood-Mac-Sängerin Stevie Nicks geschrieben. Allerdings fand Yes-Schlagzeuger Alan White Gefallen an dem Lied und ermutigte Rabin, das Lied stattdessen von Yes aufnehmen zu lassen.
Im Jahr 2003 veröffentlichte Rabin die Kompilation 90124, eine Sammlung seiner in den 1980er und 1990er Jahren aufgenommenen Demos, auf der sich auch eine frühe Demoversion von Love Will Find a Way befindet, bei dem Rabin den gesamten Gesang übernimmt und alle Instrumente spielt.
Love Will Find a Way erschien schließlich am 14. September 1987 als Single und kündigte das zwei Wochen später erschienene Big Generator an, das erste Studioalbum von Yes seit fast vier Jahren. Die B-Seite enthielt das von Yes-Hauptsänger Jon Anderson im Alleingang geschriebene Stück Holy Lamb (Song for Harmonic Convergence), welches ebenfalls auf Big Generator veröffentlicht wurde.
Live wurde das Lied in voller Länge von Yes nur auf der Big Generator Tour in den Jahren 1987 und 1988 dargeboten. In der ersten Hälfte der Tournee wurde es als erste Zugabe gespielt, in der zweiten Hälfte stand es früh in der Setlist, nachdem Shoot High Aim Low gestrichen worden war. Nach 1988 wurde das Lied nicht mehr live gespielt, obwohl Yes das Gitarrenriff auf ihrer Talk Tour im Jahr 1994 gelegentlich als Intro zu Roundabout anklingen ließen.

## Musikvideo
Der Videoclip zu Love Will Find a Way entstand unter der Regie von Larry Jordan und zeigt die Yes-Mitglieder das Lied abwechselnd auf einer Bühne und am Lagerfeuer spielen.

## Chartplatzierungen
Das Lied erreichte in den Vereinigten Staaten Platz 30 der Billboard Hot 100 und in Großbritannien Platz 73.
| ChartsChartplatzierungen       | Höchstplatzierung | Wochen |
| ------------------------------ | ----------------- | ------ |
| Vereinigte Staaten (Billboard) | 30 (19 Wo.)       | 19     |
| Vereinigtes Königreich (OCC)   | 73 (2 Wo.)        | 2      |